# Modri e
Modri e (COBISS) je roman Matjaža Pikala. Izšel je leta 1998 pri Cankarjevi založbi v zbirki Najst, leta 2001 je pri isti založbi izšel tudi ponatis romana (COBISS).

## Vsebina
Nekajdnevna zgodba prvoosebnega pripovedovalca Alfreda Pačnika je postavljena v kraj Kanal, kjer je Alfred ravnokar z maturo zaključil domačo gimnazijo. Vsak njegov dan je poln zapletov, preobratov in razpletov, dogodivščin in pustolovščin, smeha in žalosti. Je fant, ki mu je dolgčas ob ravnateljevem govoru in podelitvi maturitetnih spričeval. Rad ima mlajšega brata Benčija, ki ga zjutraj spremlja v vrtec, ne mara pa sošolke Fleischmance in skorumpiranega lokalnega policaja Petarde. V njegovem odnosu s starejšim, posvojenim bratom Bestom pride do običajnih konfliktov, vendar v Bestu vidi tudi vzor. Best je namreč najboljši nogometaš v krajevnem nogometnem klubu. Alfred ni vajen udobja, saj izhaja iz delavske družine. Mati je frizerka, oče pa na črno dela v Avstriji, ker je v domači tovarni na čakanju. Družina živi v majhnem stanovanju v tovarniškem bloku. Alfred nima niti svoje sobe. Ponoči si dnevno sobo deli z dedom, ki spi na raztegljivem kavču, Alfred pa svojo posteljo vsak dan pospravi v omaro in jo zvečer spet postavi. Dodatni denar si služi s popoldanskim raznašanjem časopisa, zato se ga je prijel vzdevek Poštar. Zaljubljen je v bratovo punco Bilo, ki jo z naivnimi sanjarjenji skuša prepričati, da odpotujeta na samotni otok, si sama postavita kočo iz trsja, okoli si posadita sončnice, za mleko in sir pa bi imela kozo. Alfredu težave povzroča tolpa treh huliganov, ki razbijajo in strašijo po vsem mestecu. Alfreda nekoč pretepejo in mu pri tem zlomijo sprednji zob. Naveličan in sit svojega kraja se želi čim prej odpraviti v svet: kam v džunglo ali na Venero, kot pravi sam. Alfred pomisli na beg od doma. Oboroži se s pištolo prijateljevega očeta, zateče se v cerkev k maši in spovedi, ker pa se spomni, da je popoldne tekma nogometnega kluba proti violam, se s svojim učiteljem odpravi na stadion. Ob njegovi prvi ljubezni, nogometu, pa se vse uredi. Ob vsemi težavami, ki ga pestijo, ob vseh uspehih in padcih, ki jih doživlja, pa se zateka v objem nekakšnega svetišča nogometa, v njegov tempelj miru in utehe, v lokal Modri e.